# يويداي لواما
يويداي لواما (باليابانية: 岩間 雄大) (21 فبراير 1986 في سوميدا في اليابان – )؛ هو لاعب كرة قدم ياباني سابق كان يلعب كلاعب وسط.

## وصلات خارجية
- يويداي لواما على موقع رابطة كرة القدم اليابانية للمحترفين (اليابانية)
- يويداي لواما على موقع قاعدة بيانات كرة القدم.إي يو (الإنجليزية)
- يويداي لواما على موقع Soccerway.com (الإنجليزية)
- يويداي لواما على موقع عالم كرة القدم.نت (الإنجليزية)